# Heinrich Thyssen-Bornemisza
Il Barone Heinrich Thyssen-Bornemisza (Mülheim an der Ruhr, 31 ottobre 1875 – Lugano, 26 giugno 1947) è stato un imprenditore e collezionista d'arte tedesco naturalizzato ungherese, esponente di spicco della famiglia industriale dei Thyssen.

## Biografia
Heinrich, ultimogenito di August, studiò chimica, fisica e mineralogia a Monaco, Berlino, Bonn e Heidelberg, dove ottiene il dottorato in chimica nel 1900.
Dopo aver sposato la baronessa ungherese Margareta Bornemisza (1887-1971), venne adottato dal suocero che non aveva eredi maschi. Nel 1907 l'imperatore Francesco Giuseppe concesse a Heinrich Thyssen e alla sua discendenza il diritto di portare il nome il titolo baronale e lo stemma dei Bornemisza de Kászon.
Heinrich Thyssen-Bornemisza mantenne la cittadinanza ungherese fino alla morte anche se negli anni Venti e Trenta talvolta agì da cittadino tedesco.
Dopo la prima guerra mondiale, Heinrich Thyssen-Bornemisza lasciò l'Austria e si stabilì con la famiglia a L'Aia dove diviene capo delle attività estere del Gruppo, tra queste la Bank voor Handel en Scheepvaart.
Alla morte del padre nel 1926 rifiutò di investire l'eredità nella Vereinigte Stahlwerke AG: dalle divisioni con il fratello Fritz ottenne in particolare il ramo bancario olandese, alcune società commerciali e di trasporti e altre imprese tedesche, tra cui August Thyssen-Bank AG, Preß- und Walzwerk AG, Thyssensche Gas- und Wasserwerke.
La maggior parte di queste imprese vengono poi unificate sotto il gruppo di successo Thyssen-Bornemisza.
Oltre ad essere un uomo d'affari di successo Heirich è stato  un attento collezionista d'opere d'arte, poi esposte nel Museo Thyssen-Bornemisza fondato dal figlio Hans Heinrich.